# 图奥勒米县
图奥勒米县（英語：Tuolumne County）是美国加利福尼亚州的一个县，县治索诺拉。根据美国人口普查局2020年统计，共有人口55,620人；其中白人約占89.45%、非裔美国人占2.1%、印第安人占1.82%。

## 地理

### 建制市
| 自治体（市/镇）  | 成立年份 | 人口（2018） |
| ---------------- | -------- | ------------ |
| 索诺拉（Sonora） | 1850     | 4,870        |